# Louis Gob
Louis Gob, oorspronkelijk Ludwig Gob, (Malmedy, 2 maart 1886 - aldaar, 19 oktober 1961) was een Belgisch senator.

## Levensloop
Gob was de achtste van de negen kinderen van Jean-Laurent Gob (1845-1915) en van Hélène Köhn (1846-1929). Hij trouwde drie maal:
- in 1915 met Marie Pauline Cornet (1892-1918), die samen met hun enig kind door de Spaanse griep werd getroffen en overleed,
- in 1923 met Anna Somer (1893-1934), met wie hij twee zoons en een dochter kreeg,
- in 1939 met Marie Jeanne Solheid (1891-1959).

In 1905 deed hij zijn legerdienst in de Duitse Kriegsmarine. Na te zijn afgezwaaid vestigde hij zich in Malmedy als slager. Tijdens de Eerste Wereldoorlog werd hij ingelijfd in de Duitse infanterie en vocht aan de IJzer. In 1915 werd hij zwaar gekwetst: zijn linkerknie werd door kogels vermorzeld en maakte van hem een invalide die zich de rest van zijn leven met krukken moest behelpen.
Na de aanhechting van de Oostkantons bij België, werd hij eerst naar Duitsland uitgewezen en zelfs gevangengezet, vanwege zijn politieke activiteiten. In 1922 werd hij echter tot Belg genaturaliseerd en wijzigde hij zijn voornaam van Ludwig in Louis. Hij stichtte een afdeling van de Belgische Werkliedenpartij in Malmedy.
Hij werd in 1926 verkozen tot gemeenteraadslid van Malmedy, waar hij van 1927 tot 1933 schepen was. Eind 1944 was hij dienstdoend burgemeester. 
In 1939 werd hij verkozen tot socialistisch senator voor het arrondissement Verviers. Hij moest hierbij strijd voeren tegen het door nazi-Duitsland gesteunde Heimattreue Front.
Na juni 1940, gezocht door de Duitsers wegens 'verraad', ging hij discreet in Luik wonen, waar hij toetrad tot het verzet en voornamelijk jongeren huisvestte en hielp die vanuit de Oostkantons inlijving in het Duitse leger ontvluchtten of er uit deserteerden.
Na de Bevrijding hernam hij zijn mandaat als senator en bleef zeer actief tot hij in 1946 niet herkozen werd in de Senaat. Hij bleef vervolgens actief in het OCMW van Malmedy en in de Nationale Federaties van Oorlogsinvalieden en van Oud-strijders.
Bij het overlijden van zijn eerste vrouw had hij de geloofspraktijk verlaten, om ze in juni 1940 te hervatten en dit tot het einde van zijn leven. Hij was hiermee een uitzondering in de socialistische rangen. De lokale socialistisch krant weigerde iets over zijn begrafenis te schrijven, omdat het een kerkelijke plechtigheid was.